# Branko Buljević
Branislav Buljević, detto Branko (Spalato, 6 settembre 1947), è un ex calciatore jugoslavo naturalizzato australiano, di ruolo attaccante.

## Carriera

### Club
Ha giocato nella prima divisione jugoslava (una presenza con l'OFK Belgrado ad inizio carriera) ed in quella australiana.

### Nazionale
Ha partecipato ai Mondiali del 1974.